# 田中理来
田中 理来（たなか りく、1997年5月23日 - ）は、日本の男性タレント。芸能事務所エーライツ所属。

## 出演

### テレビ番組
- 天才てれびくんMAX（2008年3月31日 - 2009年3月26日、NHK教育テレビ） - てれび戦士
- オトナヘノベル「謝るってムズカシイ」（2016年7月7日、NHK Eテレ）

### インターネットテレビ
- 私の年下王子さま（2018年7月7日 - 2018年9月29日、AbemaTV）

### 舞台
- 劇団syuen第4回公演「伏魔殿」（2017年4月20日 - 2017年4月23日、新宿シアターブラッツ）
- 状魔殿（2017年）
- 100un・チョイス!第10回公演「team」（2019年11月27日 - 2019年12月8日、シアターサンモール）
- 一人舞台「霊にはじまり礼に終わる」（2020年）
- あの頂点を目指して（2020年）
- The Smoke Shelter プロデュース #4「BELOVED」（2025年）[1]

### 映画
- 渋谷シャドウ（2020年）
- HANNORA（2021年）
- お雛様のヘアカット 主演[2]

### Webドラマ
- 川越ミステリー案内 閉ざされた桃源郷（2022年3月18日、DRAMABASE） - ケン 役[3]

## 受賞
- ソニー・ミュージック・WEGO主催「ボーイズ・グランプリ2014」グランプリ
- 映画賞（『お雛様のヘアカット』関連）
  - マンハイム芸術映画祭 最優秀主演男優賞（短編映画部門）
  - ロイヤル協会テレビ&映画賞 最優秀主演男優賞
  - シンガポールワールド映画祭 主演俳優特別賞
  - オアシス国際映画祭 最優秀主演男優賞
  - ニューヨークムービーアワード 男優部門銀賞
  - ローマ国際映画賞 最優秀男優賞/最優秀演技賞
  - ドバイ映画祭 最優秀男優賞

## 書籍
- メンズ写真集『sweet mint』（2019年5月17日）